# Saint-Santin
 Saint-Santin  là một xã ở tỉnh Aveyron, thuộc vùng Occitanie ở miền nam nước Pháp.